# Un băiat și câinele său (film)
Un băiat și câinele său (titlu original: A Boy and His Dog) este un film american postapocaliptic de comedie din 1975 regizat de L.Q. Jones. Rolurile principale au fost interpretate de actorii Don Johnson, Susanne Benton și Jason Robards. Este bazat pe nuvela Un băiat și câinele său de Harlan Ellison.

## Distribuție
- Don Johnson - Vic
- Susanne Benton - Quilla June Holmes
- Jason Robards - Lou Craddock
- Tim McIntire (voice) - Blood
- Alvy Moore - Doctor Moore
- Helene Winston - Mez Smith
- Charles McGraw - Preacher
- Hal Baylor - Michael
- Ron Feinberg - Fellini
- Michael Rupert - Gery
- Don Carter - Ken
- Michael Hershman - Richard